# Richie Moʻunga
Richard („Richie“) Fouʻa Moʻunga (* 25. Mai 1994 in Christchurch) ist ein neuseeländischer Rugby-Union-Spieler. Er spielt auf der Position des Verbindungshalb für die neuseeländischen Teams Canterbury RFU und Crusaders sowie die neuseeländische Nationalmannschaft. Zu seinen Erfolgen gehören vier Meistertitel mit Canterbury, sieben Super-Rugby-Meistertitel mit den Crusaders sowie fünf Turniersiege mit Neuseeland bei der Rugby Championship.

## Biografie

### Vereinskarriere
Moʻunga ist der Sohn eines Tongaers und einer Samoanerin. Er besuchte zunächst die Riccarton High School in seiner Heimatstadt, bevor ihm ein Stipendium für das St. Andrew’s College angeboten wurde. Er spielte dort für die Schulmannschaft, die er in seinem letzten Schuljahr (2012) als Kapitän anführte. Nach dem Schulabschluss begann er für den Linwood RFC in der lokalen Meisterschaft zu spielen, während er gleichzeitig der Akademie der Canterbury Rugby Football Union angehörte. In der Saison 2013 stand er ursprünglich gar nicht im Kader für die nationale Meisterschaft, rückte dann aber als Ersatz für verletzte Spieler und solche mit Nationalmannschaftsverpflichtungen nach. Sein Debüt im ITMC Cup gab er am 25. September gegen die Manawatu Rugby Union, als er 27 Punkte zum 72:7-Heimsieg beisteuerte. Sein Team gewann den Meistertitel, auch wenn er im Finale nicht zum Aufgebot gehörte. Dies war dann zwei Jahre später der Fall, als sich Canterbury erneut den Titel sicherte.
Aufgrund seiner hervorragenden Leistungen für Canterbury wurde Moʻunga für die Saison 2015 von Super Rugby in die erweiterte Trainingsgruppe der Crusaders-Profifranchise berufen, erhielt aber zunächst keine Spielzeit. Sein Super-Rugby-Debüt gab er am 27. Februar 2016 zuhause gegen die Chiefs. Mit Canterbury gewann er im selben Jahr die Meisterschaft. In der Saison 2017 in allen seinen 13 Spielen für die Crusaders in der Startformation. Im Super-Rugby-Finale in Johannesburg gegen die Lions erzielte er zehn Punkte zum 25:17-Sieg und zum achten Super-Rugby-Titel der Crusaders. Im selben Jahr war Moʻunga der Topskorer der nationalen Meisterschaft und verhalf Canterbury zum dritten Titel in Folge, wobei er mit 25 Punkten einen neuen Rekord für erzielte Punkte in einem Finale aufstellte. In der Saison 2018 war Moʻunga wesentlich an der Verteidigung des Super-Rugby-Titels der Crusaders verantwortlich. Beim 37:18-Finalsieg über die Lions verwertete er vier Erhöhungen und drei Straftritte, worauf er als „Man of the Match“ gekürt wurde.
Auch in der darauffolgenden Saison 2019 stießen die Crusaders ins Super-Rugby-finale vor. Sie gewannen dieses mit 19:3 gegen die Jaguares, wobei Moʻunga 14 Punkte erzielte. Aufgrund der Reisebeschränkungen während der COVID-19-Pandemie fand sowohl 2020 als auch 2021 ein auf Neuseeland beschränktes Ersatzturnier namens Super Rugby Aotearoa statt; beide Male gewannen die Crusaders den Titel. Auch nach der Wiederaufnahme des üblichen Ligaformats setzte sich sie Dominanz der Crusaders fort. In der Saison 2022 gewannen sie das Meisterschaftsfinale gegen die Blues mit 21:7; zu diesem Erfolg steuerte Moʻunga eine Erhöhung, zwei Penaltys und ein Dropgoal bei. Ihren siebten Titelgewinn in Folge realisierten die Crusaders in der Saison 2023, und erneut war Moʻunga ein wichtiger Bestandteil des Erfolgs: Im Finale gegen die Chiefs erzielte er beim 25:20-Sieg erzielte er einen Versuch sowie je zwei Erhöhungen und Penaltys, was 15 Punkten entspricht.
Ende Dezember 2022 wurde bekannt, dass Moʻunga auf die Saison 2024 hin nach Japan ziehen wird, um in der Japan Rugby League One zu spielen; er hat beim Verein Toshiba Brave Lupus aus Tokio einen Dreijahresvertrag unterschrieben.

### Nationalmannschaft
Moʻunga gehörte der U20-Auswahl an und nahm mit ihr an der Juniorenweltmeisterschaft 2014 teil. An dieser erzielte er in fünf Spielen 29 Punkte, was für den dritten Platz reichte. Am 4. November 2017 spielte er für das Einladungsteam Barbarians im Londoner Twickenham Stadium gegen die neuseeländische Nationalmannschaft. Er erzielte einen Versuch und eine Erhöhung, konnte die 22:31-Niederlage aber nicht abwenden. Im weiteren Verlauf der End-of-year Internationals 2017 stieß er zum Kader der All Blacks, kam aber in keinem Test Match zum Einsatz. Dies geschah dann sieben Monate später am 23. Juni 2018, als er beim 49:14-Heimsieg gegen Frankreich in Dunedin elf Minuten vor Spielende eingewechselt wurde. Erstmals in der Startformation stand er zwei Monate später am 23. September in der dritten Runde der Rugby Championship 2018, als die All Blacks Argentinien mit 46:24 bezwangen. In der letzten Runde verwandelte er unmittelbar vor Spielende eine Erhöhung zum 32:30-Endstand gegen Südafrika, wodurch er zugleich den Turniersieg sicherstellte.
Aufgrund des verletzungsbedingten Ausfalls von Damian McKenzie übernahm Moʻunga bei der Rugby Championship 2019 dessen Startplatz, musste sich aber nach der rekordhohen 26:47-Niederlage gegen Australien heftige Kritik gefallen lassen. Beim Entscheidungsspiel um den Bledisloe Cup, das Neuseeland mit 36:0 gewann, verletzte er sich an der Schulter. Er verpasste deswegen einen Teil der WM-Vorbereitung, war aber rechtzeitig auf die Weltmeisterschaft 2019 hin wieder fit. An dieser bestritt er die Gruppenspiele gegen Südafrika und Kanada, das Viertelfinale gegen Irland, das Halbfinale gegen England und das Spiel um Platz drei gegen Wales. In den folgenden vier Jahren nahm Moʻunga an allen Austragungen der Rugby Championship teil, die jeweils mit einem Turniersieg der All Blacks endeten. Bei der Rugby Championship 2023 war er mit 28 Punkten der Topskorer. Gemäß den Regeln des neuseeländischen Verbandes wird er 2024 nach seinem Wechsel zu einem ausländischen Verein nicht mehr für die Nationalmannschaft startberechtigt sein. Er kritisierte diese Zwangsbindung an ein neuseeländisches Franchising und meinte, dass dies bald zu einem „chronischen Talentabfluss“ führen werde, zumal die finanziellen Perspektiven in Neuseeland beschränkt seien.

## Erfolge
Canterbury RFU:
- Meister National Provincial Championship: 2013, 2015, 2016, 2017

Crusaders:
- Meister Super Rugby: 2017, 2018, 2019, 2022, 2023
- Meister Super Rugby Aotearoa: 2020, 2021

Neuseeland:
- Sieger The Rugby Championship: 2018, 2020, 2021, 2022, 2023
- 3. Platz Juniorenweltmeisterschaft: 2014